# Sinop, Mato Grosso
Sinop este un oraș în Mato Grosso (MT), Brazilia.